# COVID-19 persistent
La COVID-19 persistent (síndrome post-COVID segons l'OMS o, senzillament, COVID persistent) descriu símptomes (i/o alguns signes) persistents o seqüeles a llarg termini de la COVID-19 en què un 10 a un 20 per cent de les persones que han estat diagnosticades de COVID-19 experimenta una sèrie de símptomes que duren més d'un mes i un 2,3% (1 de cada 44 persones) informa que té símptomes que duren més de 12 setmanes. Com que no hi ha una definició científica establerta per la COVID persistent, així hi ha qui entén que les seqüeles no s'han de considerar com a part de les la COVID persistent, i haurien de ser consignades com a tals; incloent només els símptomes apareguts durant la COVID i que continuen persistint; així la insuficiència cardíaca que hagi pogut aparèixer com a conseqüència d'un infart per trombosi durant la COVID aguda no es consideraria COVID persistent. Tampoc s'haurien d'incloure aquelles simptomatologies existents prèviament a contraure la COVID i que han empitjorat o aquells quadres clínics no presents amb la COVID de la fase aguda i que han aparegut després (que s'anomenarien patologies COVID-19 post-viral o post-infecciós).
Aquests símptomes a llarg termini inclouen fatiga i debilitat muscular, mals de cap, dispnea (descrita habitualment com "falta d'alè"), anòsmia, febreta, disfunció cognitiva.
Entre un 10 i un 20 per cent de les persones que han estat diagnosticades de COVID-19 presenten una sèrie de símptomes que duren més d'un mes. Aproximadament el 2% de les persones declara tenir símptomes que duren més de 12 setmanes, la qual cosa s'anomena síndrome post-COVID-19.
Tot i que s'estan realitzant estudis sobre diversos aspectes de la COVID persistent, a November 2021 a novembre de 2021, la definició de la malaltia encara no està clara, així com el seu mecanisme. Els sistemes d'assistència sanitària d'alguns països i jurisdiccions s'han mobilitzat per atendre aquest grup de pacients mitjançant la creació de clíniques especialitzades i l'assessorament. En general, però, el diagnòstic d'aquesta malaltia es fa per exclusió.
Qualsevol persona infectada amb COVID pot patir una COVID persistent després que es consideri que la infecció ha finalitzat, inclosos joves sans, esportistes professionals, i fins i tot si en el seu punt de màxima afectació només va causar símptomes menors. El risc de COVID persistent per a pacients de qualsevol edat, a més del risc de malaltia greu o de mort durant la fase aguda, dependent de l'edat, fa que sigui important prevenir la COVID mitjançant les mesures establertes per aquesta infecció.
No s'ha informat símptomes propis de la COVID persistent després de la vacunació contra la COVID, amb més de 100.000 participants inclosos en assaigs vacunals el desembre de 2020.

## Descripció
Amb el pas del temps, des dels primers informes de la malaltia al desembre de 2019 fins a la propagació de la pandèmia COVID-19 fins al 2020, va començar a quedar-se clar que la COVID-19 era una malaltia a llarg termini per a moltes persones. S'observava en persones que tenien una infecció inicial lleu o moderada, així com en aquells que van ingressar a l'hospital amb una infecció més greu.

### Definició clínica de l'OMS
El 6 d'octubre de 2021 l'OMS va definir formalment la COVID persistent en un document consensuat amb centres de recerca de tot el món:
| «     | L'afecció post-COVID-19 es produeix en individus amb antecedents d'infecció probable o confirmada pel SARS-CoV-2, generalment tres mesos després de l'aparició de la COVID-19 amb símptomes que duren almenys dos mesos i que no poden explicar-se per un diagnòstic alternatiu. Els símptomes més comuns són la fatiga, la dificultat per respirar i la disfunció cognitiva, però també es poden donar altres símptomes que solen repercutir en el funcionament quotidià del malalt. Els símptomes poden ser de nova aparició, després de la recuperació inicial d'un episodi agut de COVID-19, o poden persistir des de l'inici de la malaltia. Els símptomes també poden fluctuar o pot haver recaigudes amb el temps. Per als nens, pot ser aplicable una altra definició. | » |
| — OMS | |   |

## Epidemiologia
Alguns primers estudis suggereixen que entre 1 de cada 5 i 1 de cada 10 persones amb COVID-19 experimentaran símptomes que duraran més d'un mes. Una anàlisi primerenca de l'Institut Nacional d'Investigació Sanitària del Regne Unit suggereix que la clínica de la COVID persistent es poden deure a quatre síndromes: dany permanent als pulmons i al cor, síndrome post-cures intensives, síndrome de fatiga post-viral i clínica de la COVID-19 continuada. Un estudi de novembre de 2020 va concloure que els supervivents de COVID-19 semblen tenir un major risc de seqüeles psiquiàtriques: el 20% dels infectats tenen un diagnòstic de trastorn psiquiàtric en un termini de 90 dies, sent l'ansietat, la depressió i l'insomni els més freqüents.
La majoria (fins al 80%) dels ingressats a l'hospital amb malalties greus experimenten problemes a llarg termini, incloent fatiga i falta d'alè (dispnea). Els pacients amb infecció inicial severa, especialment aquells que necessitaven ventilació mecànica per ajudar a respirar, també poden patir la síndrome de cures postintensives després de la recuperació.

## Causes
Actualment es desconeix per què la majoria de les persones es recuperen completament en un termini de dues a tres setmanes i altres experimenten símptomes durant setmanes o mesos més. Tot i que es desconeixen els processos exactes que causen COVID persistent, s'han suggerit diversos mecanismes.
Un article de revisió del març del 2021 esmentava els processos fisiopatològics següents com a causes predominants de la COVID persistent:
- toxicitat directa en el teixit infectat per virus, especialment els pulmons
- inflamació contínua a causa de la desregulació del sistema immunitari postinfecció
- lesió vascular i isquèmia causada per la hipercoagulabilitat i les trombosis induïdes pel virus
- alteració de la regulació del sistema renina-angiotensina relacionada amb l'efecte del SARS-CoV-2 sobre el teixit amb ECA2.

L'octubre de 2020, una revisió de l'Institut Nacional d'Investigacions Sanitàries del Regne Unit va plantejar la hipòtesi que els símptomes de COVID persistents en curs es podrien deure a quatre síndromes:
- dany permanent als pulmons i al cor,
- síndrome post-cures intensives,
- fatiga postviral, de vegades considerada la mateixa que l'encefalomielitis miàlgica/síndrome de fatiga crònica (EM/SFC), i
- continuació dels símptomes de COVID-19.

Altres situacions que poden causar símptomes nous i continus són:
- presència del virus durant més temps de l'habitual, a causa d'una resposta immunitària ineficaç;[34]
- reinfecció (per exemple, amb una altra variant del virus);[34]
- danys causats per la inflamació i una forta resposta immunitària a la una infecció;[34]
- descondicionament físic per manca d'exercici mentre es troba malalt;[34] i
- estrès postraumàtic o altres seqüeles mentals,[34] especialment en persones que anteriorment havien experimentat ansietat, depressió, insomni o altres dificultats de salut mental.[30]

## Factors de risc
Segons un estudi del King's College de Londres publicat inicialment el 21 d'octubre de 2020, els factors de risc del COVID persistent poden incloure:
- Edat, especialment aquells de més de 50 anys
- Obesitat[39]
- Asma
- Informar de més de cinc símptomes (per exemple, més que tos, fatiga, mal de cap, diarrea, pèrdua de l'olfacte) durant la primera setmana d'infecció per COVID-19; cinc és el nombre mitjà informat.

Les dones tenen menys probabilitats de desenvolupar una COVID aguda greu però més probabilitats de desenvolupar COVID persistent que els homes. Algunes investigacions suggereixen que això es deu principalment a diferències hormonals, mentre que altres investigacions apunten a altres factors, inclosa la genètica cromosòmica, les diferències en el comportament del sistema immunitari dependents del sexe i els factors no biològics poden ser rellevants.

## Llista de símptomes/signes
Els símptomes reportats per persones amb COVID persistent, que se n'han descrit més de 200, inclouen:
| - Fatiga important - Tos de llarga durada - Debilitat muscular - Febrícula - Dificultat de concentració - Disminució de la memòria recent - Canvis d'humor, de vegades acompanyats de depressió i altres problemes de salut mental - Dificultats per dormir - Mal de cap | - Dolor en les articulacions - Sensació de punxades als braços i a les cames - Diarrea i episodis de vòmits - Pèrdua o alteració del gust - Pèrdua o disminució del sentit de l'olfacte - Mal de coll i dificultats per empassar - Aparició de diabetis i hipertensió - Erupcions cutànies - Sensació de falta d'aire | - Dolors al pit - Palpitacions - Problemes renals (lesió renal aguda i malaltia renal crònica) - Canvis en la salut bucodental (dents, saliva, genives) - Anòsmia (falta d'olfacte) - Paròsmia (canvi de l'olfacte) - Tinnitus - Coagulació de la sang (trombosi venosa profunda i embòlia pulmonar) |